# Makler- und Bauträgerverordnung
Die Makler- und Bauträgerverordnung (MaBV) ist eine aus §§ 34c der Gewerbeordnung abgeleitete Rechtsverordnung, die im deutschen Gewerberecht vor allem Vorgaben zum Schutz des Immobilienerwerbers bei der Gestaltung und beim Abschluss eines Bauträgervertrages erteilt. Mit ihrer Inkraftsetzung zum 1. September 1974 wurden die bis dahin verbindlichen landesrechtlichen Maklerverordnungen aufgehoben.
Einen Schwerpunkt bildet in der MaBV die Absicherung von Kundengeldern (§§ 2 bis 4 MaBV). Das Recht, Zahlungen eines Erwerbers entgegenzunehmen, besteht für einen gewerblichen Bauträger nur dann, wenn ein rechtsgültiger Vertrag vorliegt, eine Auflassungsvormerkung an der vereinbarten Rangstelle im Grundbuch eingetragen wurde, die Sicherung der Lastenfreistellung erfolgt ist und eine behördliche Baugenehmigung erteilt wurde (§ 3 Abs. 1 MaBV).
Die Gelder, die der Bauträger vom Erwerber einer Immobilie erhält, muss er entsprechend absichern und darf sie nur für das betreffende Projekt verwenden. Grundsätzlich darf der Bauträger Zahlungen nur entsprechend dem Baufortschritt entgegennehmen. Die von seinen Kunden empfangenen Zahlungen muss er im Sinne der getrennten Vermögensverwaltung (§ 6 MaBV) von seinen privaten Geldern strikt trennen. Sofern die genannten Voraussetzungen nicht sämtlich erfüllt werden können, hat der Bauträger die Möglichkeit, gegenüber dem Kunden eine umfassende Bürgschaft zu stellen (§ 7 Abs. 1 MaBV). Diese soll die Leistungserfüllung bzw. alle etwaigen Ansprüche des Auftraggebers auf Rückgewähr oder Auszahlung seiner eingebrachten Vermögenswerte absichern. Eine Fertigstellung des Bauobjekts wird durch eine Bürgschaft nach der MaBV nicht garantiert. Für den Fall, dass der Erwerber bereits Zahlungen leistet, obwohl das Objekt noch nicht fertiggestellt ist, sieht die MaBV eine Staffelung vor, die an bestimmten Bauabschnitten orientiert ist (§ 3 Abs. 2 MaBV).
Vereinbarungen zwischen Bauträger und Immobilienerwerber sind nichtig, wenn sie von den Vorgaben der MaBV abweichen (§ 12 MaBV). So sind auch hinzugezogene Notare den Regelungen der MaBV verpflichtet und dürfen nicht davon abweichend beurkunden (§ 14 BNotO, § 4 BeurkG).